# Karen Carpenter
Karen Anne Carpenter (2 tháng 3 năm 1950 – 4 tháng 2 năm 1983) là nữ ca sĩ và tay trống người Mỹ. Cô cùng anh trai Richard Carpenter thành lập nhóm nhạc The Carpenters đạt thành công lớn vào thập niên 1980. Tuy là một tay trống có kỹ năng, cô lại được nhớ đến bởi chất giọng contralto.
Carpenter sinh ra ở New Haven, Connecticut và chuyển đến Downey, California vào năm 1963 cùng với gia đình cô. Cô bắt đầu nghiên cứu trống ở trường trung học, và khi tốt nghiệp, đã tham gia vào dàn hợp xướng Nhà hát Long Beach State. Sau nhiều năm lưu diễn và thu âm, Carpenters đã ký hợp đồng thu âm vào năm 1969 và đạt được thành công thương mại trong suốt những năm 1970. Ban đầu, Carpenter là tay trống chuyên nghiệp của ban nhạc, nhưng dần dần đã nhận vai trò hát chính với việc đánh trống của cô giảm xuống chỉ đánh trong các show diễn trực tiếp hoặc các bài hát trong album. Trong giai đoạn Carpenters không lưu diễn vào cuối những năm 1970, cô đã thu âm một album solo, mà chưa bao giờ được phát hành trong suốt cuộc đời của cô.
Carpenter mắc chứng chán ăn tâm thần, một dạng rối loạn ăn uống ít được biết đến vào thời điểm đó. Cô qua đời ở tuổi 32 do suy tim cùng các biến chứng liên quan đến bệnh của mình, gây nên sự quan tâm và nhận thức của cộng đồng đối với căn bệnh rối loạn ăn uống.

## Thời thơ ấu
Karen Anne Carpenter sinh tại New Heaven, Connecticut, là con gái của Agnes Reuwer (nhũ danh Tatum) (5 tháng 3 năm 1915 – 10 tháng 11 năm 1996) và Harold Bertram Carpenter (8 tháng 11 năm 1908 – 15 tháng 10 năm 1988). Khi còn nhỏ, cô thích chơi bóng chày với những đứa trẻ khác trên phố. Trên chương trình This Is Your Life, Carpenter khẳng định mình thích chơi ném bóng và gia nhập đội bóng chày của anh em nhà Carpenters trong những năm đầu thập niên 1970. Người anh trai Richard đã giúp cô phát triển sở thích âm nhạc lúc còn nhỏ, trở thành một thần đồng piano. Gia đình họ chuyến đến Downey ở ngoại ô Los Angeles vào tháng 6 năm 1963.
Khi Carpenter theo học tại Trường phổ thông Downey, cô gia nhập ban nhạc nhà trường. Bruce Gifford, người từng dạy anh trai của cô, đã hướng dẫn cô chơi đàn chuông, một nhạc cụ mà cô không thích. Sau khi yêu thích màn biểu diễn của một người bạn tên là Frankie Chavez, cô yêu cầu được chơi trống thay vì đàn chuông. Cô và Richard thực hiện bản ghi âm đầu tiên của họ vào năm 1965 và 1966. Một năm sau, Karen bắt đầu ăn kiêng. Dưới sự hướng dẫn của bác sĩ, Karen thực hiện chế độ ăn Stillman, bỏ qua các loại thực phẩm không bổ, uống 8 ly nước mỗi ngày và tránh các loại thực phẩm béo. Cân nặng của cô giảm từ 145 pound (66 kg) xuống còn 120 pound (54 kg), cho đến khi sự nghiệp của cô đạt đỉnh cao vào năm 1973. Tính đến tháng 9 năm 1975, cô nặng 91 pound (41 kg).

## Danh sách đĩa nhạc

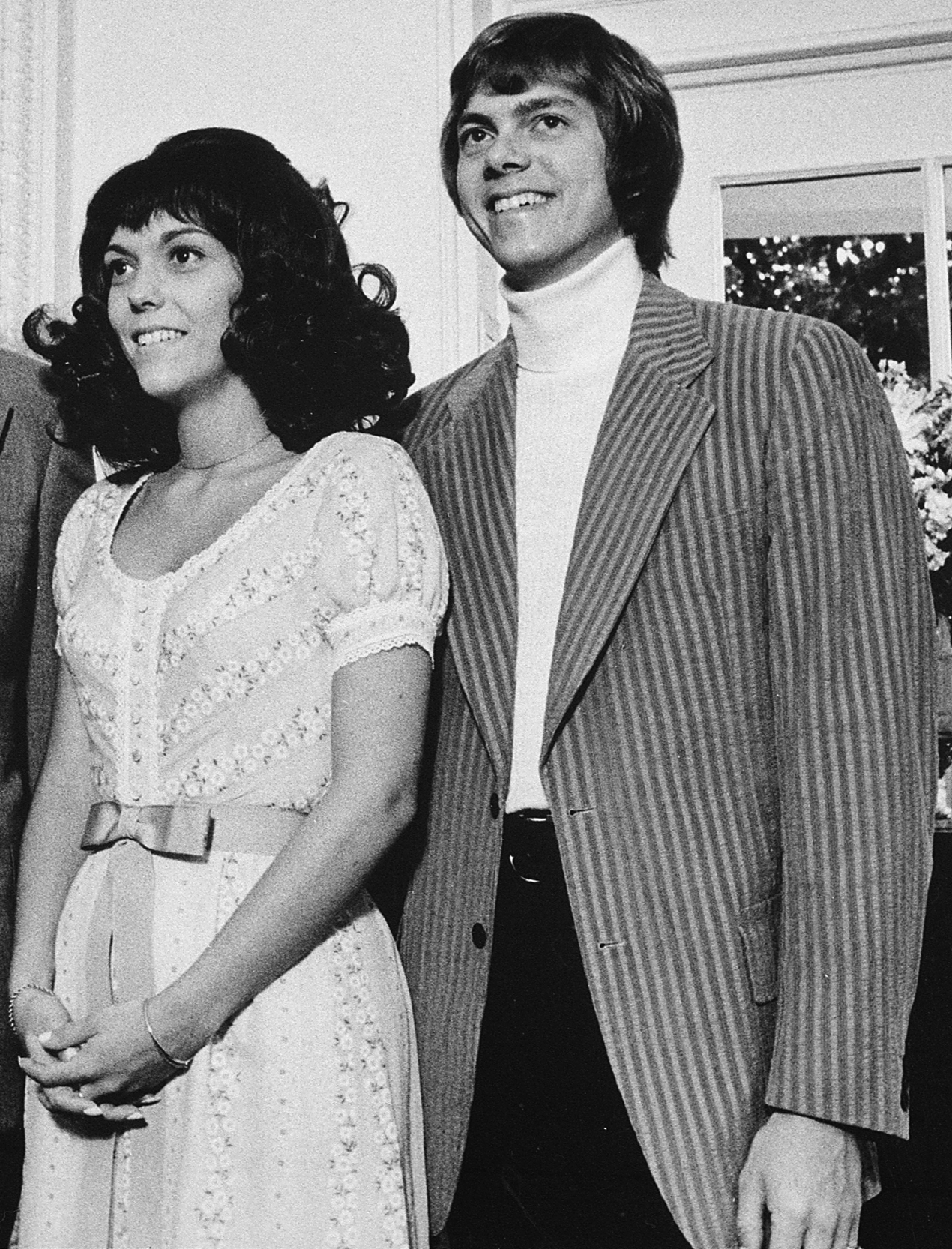
Karen và Richard Carpenter tại Nhà Trắng vào ngày 1 tháng 8 năm 1972.

- Offering (được tái bản dưới tên Ticket to Ride) (1969)
- Close to You (1970)
- Carpenters (1971)
- A Song for You (1972)
- Now & Then (1973)
- Horizon (1975)
- A Kind of Hush (1976)
- Passage (1977)
- Christmas Portrait (1978)
- Made in America (1981)
- Voice of the Heart (1983)
- An Old-Fashioned Christmas (1984)
- Lovelines (1989)
- As Time Goes By (2003)

### Album đơn ca
- Karen Carpenter (1996)